# Biharamulo (huyện)
Biharamulo là một huyện thuộc vùng Kagera, Tanzania. Thủ phủ của huyện Biharamulo đóng tại Biharamulo Mjini. Huyện Biharamulo có diện tích 8938 ki lô mét vuông. Đến thời điểm điều tra dân số ngày 25 tháng 8 năm 2002, huyện Biharamulo có dân số 409389 người.